# Anatoli Papànov
Anatoli Dmítrievitx Papànov (en rus: Анато́лий Дми́триевич Папа́нов; 31 d'octubre de 1922, Viazma – 5 d'agost de 1987, Moscou) fou un actor soviètic de teatre, cinema i veu molt popular, professor de drama i director teatral al Teatre de Sàtira de Moscou, on va treballar durant gairebé 40 anys. Actor destacat, Papànov és sobretot recordat pels seus papers de comèdia en un duo amb el seu amic Andrei Mirónov, encara que també va tenir molts papers dramàtics. Com a actor de veu, va contribuir a més de cent dibuixos animats. Artista del poble de l'URSS (1973). Guanyador del Premi Estatal de l'URSS (1989, a títol pòstum).

## Primers anys i la guerra amb Alemanya
Anatoli Papànov va néixer a Viazma, gubèrnia de Smolensk (actualment, óblast de Smolensk, Rússia), en una família mixta russa-polonesa. El seu pare, Dmitri Filíppovitx Papànov (1897–1982), era un soldat retirat que va treballar com a guàrdia de ferrocarril i va actuar com a actor amateur al teatre local fundat per Nikolai Plótnikov. Anatoli i la seva germana Nina també hi van actuar quan eren petits. La seva mare, Ielena Boleslàvovna Roskóvskaia (1901–1973), era una modista polonesa que es va convertir secretament del catolicisme a l'ortodòxia russa. Anatoli va ser criat com un cristià ortodox.
El 1930 la família Papànov es va traslladar a Moscou. Mentre estudiava a l'escola, Anatoli va assistir a cursos de drama. Després va treballar com a fonedor en una fàbrica, i al mateix temps va actuar en un teatre amateur constituït pels treballadors de fàbrica. Aquest teatre va ser organitzat per actors del Teatre Vakhtàngov, liderats per Vassili Kuza, al qual Papànov més tard el consideraria com al seu primer mestre. A finals dels anys 1930, va aparèixer (sense sortir als crèdits) en unes pel·lícules, com ara en Lenin a l'Octubre (1937), en el paper d'un mariner, o en L'expòsita (1939), en el paper d'un transeünt.
En 1941, després de la invasió de la Unió Soviètica per Alemanya, Papànov es va allistar a l'Exèrcit Roig i es va anar al front. Com a sergent major va comandar un escamot antiaeri. Al juny de 1942, va ser greument ferit per una explosió i va perdre dos dits al peu dret. Va passar sis mesos en un hospital militar i després va ser enviat a casa com a discapacitat. Durant uns anys va poder caminar només amb una canya. El 1985 va ser guardonat amb l'Orde de la Guerra Patriòtica de la 1a classe.
Malgrat la seva lesió, el 1943 Papànov es va matricular com a estudiant a la facultat d'actuació de l'Institut Estatal d'Arts Teatrals de Moscou, en el qual uns dels seus professors serien Vassili Orlov i Maria Orlova, uns actors coneguts. Durant aquests estudis va conèixer la seva futura esposa, estudianta Nadejda Iúrievna Karatàieva (nascuda el 1924). Abans, aquesta havia servit com a infermera en un tren hospital. Es van casar el 20 de maig de 1945, onze dies després del final de la guerra amb Alemanya.

## Carrera

### Teatre
El 1946, després de graduar-se a l'Institut Estatal, Papànov i uns altres estudiants se'n van anar a Klaipėda, RSS de Lituània, i hi van fundar el Teatre de drama rus, en el qual Papànov va actuar durant diversos anys. El 1948, Andrei Gontxarov, un famós director teatral, li va suggerir entrar al Teatre de Sàtira de Moscou, en el qual actuaria fins a la seva mort, fent papers en aproximadament 50 obres.
Els seus papers destacats van ser: Aleksandr Koreiko en El vedell d'or (1958), Kissa Vorobiàninov en Les dotze cadires (1960) (les dues obres van ser basades en les novel·les del mateix nom d'Ilf i Petrov), Vassili Tiorkin a Tiorkin a l'altre món d'Aleksandr Tvardovski (1966), Anton Antónovitx a L'inspector general de Nikolai Gógol (1972), Nikolai Xubin a Les petites comèdies de la gran casa de Grigori Gorin i Arkadi Arkànov (1973), Pavel Famússov en El dolor de ser llest d'Aleksandr Griboiédov (1976), Roman Khlúdov en La fugida de Mikhaïl Bulgàkov, Leonid Gàiev en El jardí de les cireres d'Anton Txékhov i altres.
A més d'actuar, Papànov va ensenyar actuació a l'Institut Estatal d'Arts Teatrals. El 1986 va representar al Teatre de Sàtira de Moscou la seva primera i última obra, Els últims de Maksim Gorki. Com que va ser un devot cristià, Papànov volia acabar l'obra amb una pregària. Per tal d'evitar una possible censura, va utilitzar una gravació de ràdio amb Fiódor Xaliapin fent una pregària.

### Cinema
Durant els anys 1960, Papànov va començar a aparèixer regularment en pel·lícules. Va interpretar papers principals en les comèdies Vingui demà... (1962), dirigida per Ievgueni Taixkov, i Fills de Don Quixot (1965), dirigida per Ievgueni Karélov. També va aparèixer en diverses comèdies d'Eldar Riazànov, inclòs L'home d'enlloc (1961), on va fer quatre papers. Tanmateix, aquesta pel·lícula no li va donar fama, perquè va ser criticada durament després de l'estrena i es va prohibir ràpidament (pels propers 25 anys).
Papànov es va fer realment famós gràcies al seu paper del general Fiódor Serpilin en el drama de guerra Els vius i els morts d'Aleksandr Stólper (1964), basat en el primer volum de la novel·la amb el mateix nom de Konstantín Símonov. Per a aquesta actuació va ser guardonat amb el Premi Estatal de la RSFSR Els germans Vassíliev i el premi principal del Primer Festival de cinema de la Unió Soviètica. Símonov va lloar personalment l'actuació de Papànov.
El 1966, Eldar Riàzanov va realitzar la pel·lícula Compte amb el cotxe, en la qual Papànov va aparèixer al costat del seu bon amic Andrei Mirónov. Aquest últim va fer el paper d'un comerciant il·legal i Papànov va interpretar el seu sogre, un veterà de guerra que es burla constantment del seu gendre. L'èxit de la pel·lícula i la popularitat creixent dels dos actors va fer que Leonid Gaidai els donés els papers importants en la seva comèdia de 1968, Bril·liàntovaia rukà, els de contrabandistes que van intentar posar les mans al "braç de brillant" de l'heroi principal, interpretat per Iuri Nikulin. La pel·lícula va ser vista per 76,7 milions de persones l'any d'estrena, convertint-se en una de les pel·lícules soviètiques més populars de tots els temps. En 1971, Gaidai va considerar els dos actors pels papers principals en la seva adaptació de Les dotze cadires, però finalment els va rebutjar. En 1976, Mark Zakhàrov va realitzar una adaptació televisiva del aquest llibre i va donar els papers principals als dos actors, reunint-los per última vegada.
Papànov també va ser molt popular entre els directors d'animació. La seva distintiva veu ronca s'adaptava a tota mena d'animals, com ara a Shere Khan de Mowgli (1967), una adaptació soviètica de la novel·la El llibre de la selva. Però els seus personatges més populars eren llops, sobretot després que donés veu al personatge Volk (Llop) de la sèrie animada molt valorada Nu, pogodí! (1969–1986). Aquesta interpretació va ser considerada el seu millor paper, eclipsant tots els altres, fet que li causava un gran disgust.

## Mort i memòria

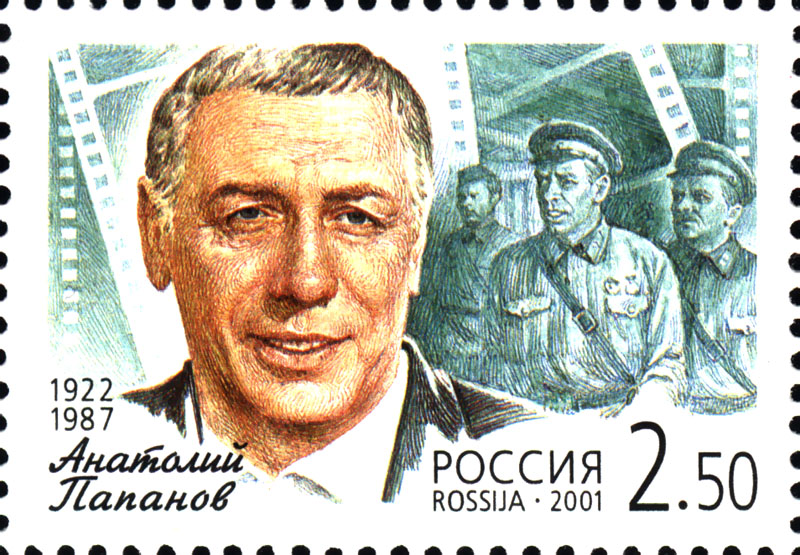
Anatoli Papànov en un segell del 2001

Papànov patia insuficiència cardíaca crònica. El 1987 va interpretar el seu últim paper en el drama tràgic L'estiu fred del 1953. Un cop finalitzat el rodatge, Papànov va tornar de Carèlia al seu pis a Moscou i va decidir dutxar-se tot i que no hi havia aigua calenta aquell dia. Va morir al bany per un atac de cor. Només nou dies més tard, el seu vell amic i co-estrella Andrei Mirónov moriria d'una hemorràgia cerebral.
Papànov va ser enterrat al cementiri de Novodévitxi de Moscow. Va ser sobreviscut per la seva esposa, l'actriu Nadejda Karatàieva, qui també havia actuat al Teatre de Sàtira de Moscou, i per la seva filla, Ielena Papànova, una actriu de teatre i cinema.
Asteroide 2480 Papanov porta el seu nom.
El 2012, un monument a Papànov va ser inaugurat al seu poble natal Viazma.
Un carrer a Mikhàilovsk, krai de Stàvropol, porta el seu nom.

## Filmografia selecta

### Pel·lícules
- Lenin a l'Octubre (Ленин в октябре) (1937), mariner (no surt als crèdits)
- L'expòsita (Подкидыш) (1939), transeünt (no surt als crèdits)
- Minin i Pojarski (Минин и Пожарский) (1939), nen de pagès (no surt als crèdits)
- Compositor Glinka (Композитор Глинка) (1952), ajudant de camp
- L'inspector general (Ревизор) (1952), funcionari (no surt als crèdits)
- Com es va crear el Robinson (Как создавался Робинзон) (1961), editor de revista
- L'home esta seguint el sol (Человек идёт за солнцем) (1961), administrador de casa
- Els cosacs (Казаки) (1961), corneta
- L'home d'enlloc (Человек ниоткуда) (1961), Arkadi Krohaliov / cap de tribu / actor de teatre / esportiu esvalotador
- Un viatge sense càrrega (Порожний рейс) (1962), Akim Sevostiànovitx
- Vingui demà... (Приходите завтра) (1962), Nikolai Vassílievitx (veu d'Ievgueni Taixkov)
- Els vius i els morts (Живые и мёртвые) (1964), general major Fiódor Serpilin
- Fills de Don Quixot (Дети Дон Кихота) (1965), Piotr Bondarenko
- Vaig cap al temporal (Иду на грозу) (1965), Anikéiev
- Doni'm el llibre de queixes (Дайте жалобную книгу) (1965), mestre-sala Vassili Kutàitsev
- Compte amb el cotxe (Берегись автомобиля) (1966), Semion Vassílievitx Sókol-Krújkin, gendre de Semitsvétov
- El càstig (Возмездие) (1967), general major Fiódor Serpilin
- Els set vells i una noia (Семь стариков и одна девушка) (1968), consultor jurídic
- Dos amics servien (Служили два товарища) (1968), cap de regiment
- Bril·liàntovaia rukà (Бриллиантовая рука) (1968), contrabandista Liólik
- El vedell d'or (Золотой телёнок) (1968), Vassissuali Lokhankin (escena esborrada)
- L'ajudant de la seva excel·lència (Адъютант его превосходительства) (1969), ataman Ànguel
- L'estacíó Belorusski (Белорусский вокзал) (1970), Nikolai Dubinski
- Tot l'exèrcit reial (Вся королевская рать) (1971), pare de Jack Burden
- Cavallers de la fortuna (Джентльмены удачи) (1971), jugador d'escacs en un hotel
- L'home bo dolent (Плохой хороший человек) (1973), metge Samóilenko
- Les dotze cadires (Двенадцать стульев) (1976), Kissa Vorobiàninov
- Mamà, estic viu (Мама, я жив) (1977), Lopatkin
- Per circumstàncies familiars (По семейным обстоятельствам) (1977), mainader
- D'incògnit des de Petersburg (Инкогнито из Петербурга) (1977), alcalde A.A. Skvóznik-Dmukhanovski
- Enginyer Gràftio (Инженер Графтио) (1979), Guénrikh Gràftio
- Un amant còmic, o Les escapades amorosos del Sir John Falstaff (Комический любовник, или Любовные затеи сэра Джона Фальстафа) (1983), Falstaff
- L'estiu fred del 1953 (Холодное лето пятьдесят третьего...) (1987), Nikolai Pàvlovitx ("Kopàlitx") Starobogàtov (veu d'Ígor Iefímov)

### Dibuixos animats
- La clau (Ключ) (1961), cap de Zmei Gorínitx
- El granotet està buscant el seu pare (Лягушонок ищет папу) (1964), cocodril
- Fitil (Фитиль) (1964–1984), varis papers
- Rikki-Tikki-Tavi (Рикки-Тикки-Тави) (1965), cobra Nag
- Mowgli (Маугли) (1967–1971), Shere Khan
- La Sireneta (Русалочка) (1968), guia
- Nu, pogodí! (Ну, погоди!) (1969–1994, 18 episodis), Volk (Llop)
- Els cavallets núm. 5 (Весёлая карусель №5) (1973), Nikodim
- Sac de pomes (Мешок яблок) (1974), llop
- Una nau volant (Летучий корабль) (1979), Vodianoi
- Tres en una illa (Трое на острове) (1986), pirata